# Sun Wei
Sun Wei (em chinês:  孙炜; Nantong, 12 de agosto de 1995) é um ginasta artístico chinês, medalhista olímpico.

## Vida pessoal
Ingressou na ginástica artística aos três anos de idade, ele era fraco quando criança e sua família o colocou no esporte para melhorar sua saúde.

## Carreira
Em 2011, ele teve uma lesão na cintura em 2011 e em seguida acabou sendo diagnosticado com uma hérnia de disco e mais tarde, em 2019, sofreu lesões no tendão de Aquiles e no ombro no evento da Copa do Mundo de 2019 em Birmingham, Inglaterra.
Em 2016, Sun participou de algumas competições sendo seu melhor resultado um bronze no individual geral em uma etapa da Copa do Mundo de Ginástica.
Em 2017 e 2018, ele também participou de algumas etapas da Copa do Mundo de Ginástica Artística e conseguiu um ouro no salto na Copa de Birmingham e um bronze no individual geral na Copa de Stuttgart.
Nos Jogos Asiáticos de 2018, em Jacarta, junto com seus companheiros de equipe Xiao Ruoteng, Lin Chaopan, Zou Jingyuan e Deng Shudi, conquistaram o ouro por equipes, ele ainda conseguiu uma prata na barra fixa e um bronze no cavalo com alças.
No Campeonato Mundial de Ginástica Artística de 2018 em Doha, ajudou sua equipe a conquistar o ouro por equipes e ficou em quarto no individual geral.
No Campeonato Mundial de Ginástica Artística de 2019 em Stuttgart, sua equipe conquistou a prata após serem superados pela equipe russa. No individual geral ficou em quinto lugar, logo atrás de seu companheiro de equipe Xiao Ruoteng.
Sun participou dos Jogos Olímpicos de Verão de 2020 em Tóquio, onde participou da prova por equipes, conquistando a medalha de bronze após finalizar a série com 261.894 pontos ao lado de Lin Chaopan, Xiao Ruoteng e Zou Jingyuan. No individual geral depois de alguns erros acabou ficando em quarto lugar.
Sun também participou dos Jogos Nacionais da China de 2021 e conquistou um bronze no individual geral após ser superado por seu companheiro olímpico Xiao Ruoteng e por Zhang Boheng que era o favorito na competição. 
Em 2022, obteve novamente o ouro na prova por equipes do Campeonato Mundial em Liverpool.
Em 2023, se consagrou campeão nacional nos Jogos Nacionais da China no individual geral, ao superar Xiao Ruoteng na barra fixa. 